# Cerapterocerus mirabilis
Cerapterocerus mirabilis is een vliesvleugelig insect uit de familie Encyrtidae. De wetenschappelijke naam is voor het eerst geldig gepubliceerd in 1833 door Westwood.